# Callum Robinson
Callum Robinson (2 februari 1995) is een Engels-Ierse voetballer die doorgaans als aanvaller speelt. Hij verruilde Preston North End in juli 2019 voor Sheffield United. Robinson debuteerde in 2018 in het Iers voetbalelftal.

## Clubcarrière
Robinson stroomde in 2013 door vanuit de jeugd van Aston Villa. Daarvoor debuteerde hij op 24 september 2013 in het eerste team, in een wedstrijd om de League Cup tegen Tottenham Hotspur. Hij kwam die dag na 82 minuten het veld in als vervanger van Aleksandar Tonev.

## Interlandcarrière
Robinson kwam uit voor Engeland –16, Engeland –17, Engeland –19 en Engeland –20, maar koos er in 2018 voor om voor het Iers voetbalelftal te gaan spelen. Dit mocht hij vanwege een in Ierland geboren grootmoeder. Robinson maakte op 6 september 2018 zijn debuut als Iers international, in een met 4–1 verloren wedstrijd in de UEFA Nations League in en tegen Wales.